# Тур ATP 2008
Світовий Тур ATP 2008 — елітний світовий тур тенісистів професіоналів, що проводиться Асоціацією Тенісистів Професіоналів (ATP) з січня до листопада 2008 року. Цього року він включав 4 турніри Великого шолому (проводиться Міжнародною федерацією тенісу (англ. International Tennis Federation, ITF)), турніри серій Masters Series, International Series Gold Tournaments, International Series Tournaments. Також до туру входили Командний Чемпіонат ATP, Кубок Девіса (проводиться ITF) та Кубок Мастерс.

## Розклад турнірів
Легенда
| Турнір Великого Шолому        |
| Фінал Туру ATP                |
| ATP Masters Series            |
| ATP International Series Gold |
| ATP International Series      |
| Командні змагання             |

### Січень
| Тиждень           | Турнір | Чемпіони                                        | Фіналісти                    | Півфіналісти                                                      | Чвертьфіналісти                                                   |
| ----------------- | --- | ----------------------------------------------- | ---------------------------- | ----------------------------------------------------------------- | ----------------------------------------------------------------- |
| 31 грудня         | Hopman Cup Перт, Австралія Hopman Cup Тверде (i) – AU$1,000,000 – 8 команд (RR)                                                                     | Сполучені Штати Америки · 2–1                   | Сербія                       | Круговий турнір (Група A) Франція · Китайський Тайбей · Аргентина | Круговий турнір (Група B) Індія · Австралія · Чехія               |
| 31 грудня         | Next Generation Adelaide International Аделаїда, Австралія International Series Тверде – $465,000 – 32S/16D Одиночний розряд – Парний розряд        | Мікаель Льодра 6–3, 6–4                         | Яркко Ніємінен               | Жо-Вілфрід Тсонга Джозеф Сіріанні                                 | Ллейтон Г'юїтт Вінс Спейдія Бенжамін Бекер Поль-Анрі Матьє        |
| 31 грудня         | Next Generation Adelaide International Аделаїда, Австралія International Series Тверде – $465,000 – 32S/16D Одиночний розряд – Парний розряд        | Мартін Гарсія Марсело Мело 6–3, 3–6, [10–7]     | Кріс Гуччоне Роберт Смітс    | Жо-Вілфрід Тсонга Джозеф Сіріанні                                 | Ллейтон Г'юїтт Вінс Спейдія Бенжамін Бекер Поль-Анрі Матьє        |
| 31 грудня         | Chennai Open Ченнай, Індія International Series Тверде – $436,000 – 32S/16D Одиночний розряд – Парний розряд                                        | Михайло Южний 6–0, 6–1                          | Рафаель Надаль               | Карлос Моя Марин Чилич                                            | Гільєрмо Гарсія-Лопес Флоран Серра Ксав'є Малісс Робін Гаасе      |
| 31 грудня         | Chennai Open Ченнай, Індія International Series Тверде – $436,000 – 32S/16D Одиночний розряд – Парний розряд                                        | Санчай Ратіватана Сончат Ратіватана 6–4, 7–5    | Маркос Багдатіс Марк Жікель  | Карлос Моя Марин Чилич                                            | Гільєрмо Гарсія-Лопес Флоран Серра Ксав'є Малісс Робін Гаасе      |
| 31 грудня         | Qatar ExxonMobil Open Доха, Катар International Series Тверде – $1,049,000 – 32S/16D Одиночний розряд – Парний розряд                               | Енді Маррей 6–4, 4–6, 6–2                       | Стен Вавринка                | Микола Давиденко Іван Любичич                                     | Дмитро Турсунов Томас Юганссон Філіпп Кольшрайбер Агустін Кальєрі |
| 31 грудня         | Qatar ExxonMobil Open Доха, Катар International Series Тверде – $1,049,000 – 32S/16D Одиночний розряд – Парний розряд                               | Філіпп Кольшрайбер Давід Шкох 6–4, 4–6, [11–9]  | Джефф Кутзе Веслі Муді       | Микола Давиденко Іван Любичич                                     | Дмитро Турсунов Томас Юганссон Філіпп Кольшрайбер Агустін Кальєрі |
| 7 січня           | Heineken Open Окленд, Нова Зеландія International Series Тверде – $464,000 – 32S/16D Одиночний розряд – Парний розряд                               | Філіпп Кольшрайбер 7–6(7–4), 7–5                | Хуан Карлос Ферреро          | Жульєн Беннето Хуан Монако                                        | Давид Феррер Ніколас Массу Мікаель Льодра Флоріан Маєр (тенісист) |
| 7 січня           | Heineken Open Окленд, Нова Зеландія International Series Тверде – $464,000 – 32S/16D Одиночний розряд – Парний розряд                               | Луїс Орна Хуан Монако 6–4, 3–6, [10–7]          | Ксав'є Малісс Юрген Мельцер  | Жульєн Беннето Хуан Монако                                        | Давид Феррер Ніколас Массу Мікаель Льодра Флоріан Маєр (тенісист) |
| 7 січня           | Medibank International Сідней, Австралія International Series Тверде – $465,000 – 32S/16D Одиночний розряд – Парний розряд                          | Дмитро Турсунов 7–6(7–3), 7–6(7–4)              | Кріс Гуччоне                 | Фабріс Санторо Радек Штепанек                                     | Себастьян Грожан Євген Корольов Томаш Бердих Агустін Кальєрі      |
| 7 січня           | Medibank International Сідней, Австралія International Series Тверде – $465,000 – 32S/16D Одиночний розряд – Парний розряд                          | Рішар Гаске Жо-Вілфрід Тсонга 4–6, 6–4, [11–9]  | Боб Браян Майк Браян         | Фабріс Санторо Радек Штепанек                                     | Себастьян Грожан Євген Корольов Томаш Бердих Агустін Кальєрі      |
| 14 січня 21 січня | Відкритий чемпіонат Австралії з тенісу Мельбурн, Австралія Grand Slam Тверде – AU$9,609,870 – 128S/64D/32X Одиночний розряд – Парний розряд – Мікст | Новак Джокович 4–6, 6–4, 6–3, 7–6(7–2)          | Жо-Вілфрід Тсонга            | Роджер Федерер Рафаель Надаль                                     | Джеймс Блейк Давид Феррер Михайло Южний Яркко Ніємінен            |
| 14 січня 21 січня | Відкритий чемпіонат Австралії з тенісу Мельбурн, Австралія Grand Slam Тверде – AU$9,609,870 – 128S/64D/32X Одиночний розряд – Парний розряд – Мікст | Джонатан Ерліх Енді Рам 7–5, 7–6(7–4)           | Арно Клеман Мікаель Льодра   | Роджер Федерер Рафаель Надаль                                     | Джеймс Блейк Давид Феррер Михайло Южний Яркко Ніємінен            |
| 14 січня 21 січня | Відкритий чемпіонат Австралії з тенісу Мельбурн, Австралія Grand Slam Тверде – AU$9,609,870 – 128S/64D/32X Одиночний розряд – Парний розряд – Мікст | Ненад Зімоньїч Сунь Тяньтянь 7–6(7–4), 6–4      | Магеш Бгупаті Саня Мірза     | Роджер Федерер Рафаель Надаль                                     | Джеймс Блейк Давид Феррер Михайло Южний Яркко Ніємінен            |
| 28 січня          | Moviestar Open Вінья-дель-Мар, Чилі International Series Ґрунт – $462,000 – 32S/16D Одиночний розряд – Парний розряд                                | Фернандо Гонсалес Walkover                      | Хуан Монако                  | Пабло Куевас Сантьяго Вентура Бертомеу                            | Карлос Берлок Хосе Акасусо Хуан Пабло Бжезіцькі Фабіо Фоніні      |
| 28 січня          | Moviestar Open Вінья-дель-Мар, Чилі International Series Ґрунт – $462,000 – 32S/16D Одиночний розряд – Парний розряд                                | Хосе Акасусо Себастьян Прієто 6–1, 3–0, retired | Максімо Гонсалес Хуан Монако | Пабло Куевас Сантьяго Вентура Бертомеу                            | Карлос Берлок Хосе Акасусо Хуан Пабло Бжезіцькі Фабіо Фоніні      |

### Лютий
| Тиждень   | Турнір | Чемпіони | Фіналісти                                                                                                   | Півфіналісти                         | Чвертьфіналісти                                                 |
| --------- | --- | --- | --- | ------------------------------------ | --------------------------------------------------------------- |
| 4 лютого  | BNP Paribas Davis Cup, перший раунд Moscow, Росія – hard (i) Острава, Чехія – carpet (i) Буенос-Айрес, Аргентина – clay Рамат-га-Шарон, Ізраїль – hard Брауншвейг, Німеччина – clay (i) Ліма, Перу – clay Сібіу, Румунія – hard (i) Відень, Австрія – clay (i) | First Раунд winners Росія 3–2 · Чехія 3–2 · Аргентина 4–1 · Швеція 3–2 · Німеччина 3–2 · Іспанія 5–0 · Франція 5–0 · Сполучені Штати Америки 4–1 | First Раунд losers Сербія · Бельгія · Велика Британія · Ізраїль · Південна Корея · Перу · Румунія · Австрія |                                      |                                                                 |
| 11 лютого | Brasil Open Costa do Sauípe, Бразилія International Series $485,000 – clay Одиночний розряд – Парний розряд | Ніколас Альмагро 7–6(7–4), 3–6, 7–5 | Карлос Моя                                                                                                  | Ніколас Лапентті Фабіо Фоніні        | Оскар Ернандес Едуардо Шванк Іво Мінарж Філіппо Воландрі        |
| 11 лютого | Brasil Open Costa do Sauípe, Бразилія International Series $485,000 – clay Одиночний розряд – Парний розряд | Марсело Мело Андре Са 4–6, 6–2, [10–7] | Альберт Монтаньєс Сантьяго Вентура Бертомеу                                                                 | Ніколас Лапентті Фабіо Фоніні        | Оскар Ернандес Едуардо Шванк Іво Мінарж Філіппо Воландрі        |
| 11 лютого | Delray Beach International Tennis Championships Дельрей-Біч, США International Series $436,000 – hard Одиночний розряд – Парний розряд | Нішікорі Кеі 3–6, 6–1, 6–4 | Джеймс Блейк                                                                                                | Роббі Джінепрі Сем Кверрі            | Ігор Куніцин Марді Фіш Вінс Спейдія Боббі Рейнольдс             |
| 11 лютого | Delray Beach International Tennis Championships Дельрей-Біч, США International Series $436,000 – hard Одиночний розряд – Парний розряд | Максим Мирний Джеймі Маррей 6–4, 3–6, [10–6] | Боб Браян Майк Браян                                                                                        | Роббі Джінепрі Сем Кверрі            | Ігор Куніцин Марді Фіш Вінс Спейдія Боббі Рейнольдс             |
| 11 лютого | Open 13 Марсель, Франція International Series €534,000 – hard (i) Одиночний розряд – Парний розряд | Енді Маррей 6–3, 6–4 | Маріо Анчич                                                                                                 | Поль-Анрі Матьє Маркос Багдатіс      | Жиль Сімон Ніколя Маю Михайло Южний Робін Содерлінг             |
| 11 лютого | Open 13 Марсель, Франція International Series €534,000 – hard (i) Одиночний розряд – Парний розряд | Мартін Дамм Павел Візнер 7–6(7–0), 7–5 | Їв Аллегро Джефф Кутзе                                                                                      | Поль-Анрі Матьє Маркос Багдатіс      | Жиль Сімон Ніколя Маю Михайло Южний Робін Содерлінг             |
| 18 лютого | Copa Telmex Буенос-Айрес, Аргентина International Series $485,000 – clay Одиночний розряд – Парний розряд | Давід Налбандян 3–6, 7–6(7–5), 6–4 | Хосе Акасусо                                                                                                | Хуан Ігнасіо Чела Філіппо Воландрі   | Потіто Стараче Ніколас Альмагро Ігор Андрєєв Агустін Кальєрі    |
| 18 лютого | Copa Telmex Буенос-Айрес, Аргентина International Series $485,000 – clay Одиночний розряд – Парний розряд | Агустін Кальєрі Луїс Орна 6–0, 6–7(6–8), [10–2]                                                                                                  | Вернер Ешауер Петер Лучак                                                                                   | Хуан Ігнасіо Чела Філіппо Воландрі   | Потіто Стараче Ніколас Альмагро Ігор Андрєєв Агустін Кальєрі    |
| 18 лютого | ABN AMRO World Tennis Tournament Роттердам, Нідерланди International Series Gold €765,000 – hard (i) Одиночний розряд – Парний розряд | Мікаель Льодра 6–7(3–7), 6–3, 7–6(7–4) | Робін Содерлінг                                                                                             | Жиль Сімон Іво Карлович              | Андреас Сеппі Теймураз Габашвілі Міша Зверєв Робін Гаасе        |
| 18 лютого | ABN AMRO World Tennis Tournament Роттердам, Нідерланди International Series Gold €765,000 – hard (i) Одиночний розряд – Парний розряд | Томаш Бердих Дмитро Турсунов 7–5, 3–6, [10–7] | Філіпп Кольшрайбер Михайло Южний                                                                            | Жиль Сімон Іво Карлович              | Андреас Сеппі Теймураз Габашвілі Міша Зверєв Робін Гаасе        |
| 18 лютого | SAP Open Сан-Хосе, США International Series $436,000 – hard (i) Одиночний розряд – Парний розряд | Енді Роддік 6–4, 7–5 | Радек Штепанек                                                                                              | Гільєрмо Гарсія-Лопес Роббі Джінепрі | Марді Фіш Джон Ізнер Лу Єнь-Сюнь Джеймс Блейк                   |
| 18 лютого | SAP Open Сан-Хосе, США International Series $436,000 – hard (i) Одиночний розряд – Парний розряд | Скотт Ліпскі Девід Мартін 7–6(7–4), 7–5 | Боб Браян Майк Браян                                                                                        | Гільєрмо Гарсія-Лопес Роббі Джінепрі | Марді Фіш Джон Ізнер Лу Єнь-Сюнь Джеймс Блейк                   |
| 25 лютого | Abierto Mexicano Telcel Акапулько, Мексика International Series Gold $794,000 – clay Одиночний розряд – Парний розряд | Ніколас Альмагро 6–1, 7–6(7–1) | Давід Налбандян                                                                                             | Луїс Орна Хосе Акасусо               | Потіто Стараче Агустін Кальєрі Марсель Гранольєрс Ніколас Массу |
| 25 лютого | Abierto Mexicano Telcel Акапулько, Мексика International Series Gold $794,000 – clay Одиночний розряд – Парний розряд | Олівер Марах Міхал Мертиняк 6–2, 6–7(3–7), [10–7]                                                                                                | Агустін Кальєрі Луїс Орна                                                                                   | Луїс Орна Хосе Акасусо               | Потіто Стараче Агустін Кальєрі Марсель Гранольєрс Ніколас Массу |
| 25 лютого | Regions Morgan Keegan Championships and the Cellular South Cup Мемфіс, США International Series Gold $769,000 – hard (i) Одиночний розряд – Парний розряд | Стів Дарсі 6–3, 7–6(7–5) | Робін Содерлінг                                                                                             | Радек Штепанек Йонас Бйоркман        | Енді Роддік Кріс Гуччоне Бенжамін Бекер Доналд Янг              |
| 25 лютого | Regions Morgan Keegan Championships and the Cellular South Cup Мемфіс, США International Series Gold $769,000 – hard (i) Одиночний розряд – Парний розряд | Магеш Бгупаті Марк Ноулз (тенісист) 7–6(7–5), 6–2                                                                                                | Санчай Ратіватана Сончат Ратіватана                                                                         | Радек Штепанек Йонас Бйоркман        | Енді Роддік Кріс Гуччоне Бенжамін Бекер Доналд Янг              |
| 25 лютого | PBZ Zagreb Indoors Загреб, Хорватія International Series €370,250 – hard (i) Одиночний розряд – Парний розряд | Сергій Стаховський 7–5, 6–4 | Іван Любичич                                                                                                | Маріо Анчич Сімоне Болеллі           | Теймураз Габашвілі Робін Гаасе Олів'є Рохус Янко Типсаревич     |
| 25 лютого | PBZ Zagreb Indoors Загреб, Хорватія International Series €370,250 – hard (i) Одиночний розряд – Парний розряд | Пол Генлі Джордан Керр 6–3, 3–6, [10–8] | Крістофер Кас Рогір Вассен                                                                                  | Маріо Анчич Сімоне Болеллі           | Теймураз Габашвілі Робін Гаасе Олів'є Рохус Янко Типсаревич     |

### Березень
| Тиждень               | Турнір | Чемпіони                                          | Фіналісти                           | Півфіналісти                    | Чвертьфіналісти                                          |
| --------------------- | --- | ------------------------------------------------- | ----------------------------------- | ------------------------------- | -------------------------------------------------------- |
| 3 березня             | Dubai Tennis Championships Дубай, UAE International Series Gold $1,426,000 – hard Одиночний розряд – Парний розряд | Енді Роддік 6–7(8–10), 6–4, 6–2                   | Фелісіано Лопес                     | Микола Давиденко Новак Джокович | Енді Маррей Давид Феррер Ігор Андрєєв Рафаель Надаль     |
| 3 березня             | Dubai Tennis Championships Дубай, UAE International Series Gold $1,426,000 – hard Одиночний розряд – Парний розряд | Магеш Бгупаті Марк Ноулз (тенісист) 7–5, 7–6(9–7) | Мартін Дамм Павел Візнер            | Микола Давиденко Новак Джокович | Енді Маррей Давид Феррер Ігор Андрєєв Рафаель Надаль     |
| 3 березня             | Channel Open Лас-Веґас, США International Series $500,000 – hard Одиночний розряд – Парний розряд                  | Сем Кверрі 4–6, 6–3, 6–4                          | Кевін Андерсон                      | Роббі Джінепрі Гільєрмо Каньяс  | Євген Корольов Ернестс Гулбіс Амер Деліч Жульєн Беннето  |
| 3 березня             | Channel Open Лас-Веґас, США International Series $500,000 – hard Одиночний розряд – Парний розряд                  | Жульєн Беннето Мікаель Льодра 6–4, 4–6, [10–8]    | Боб Браян Майк Браян                | Роббі Джінепрі Гільєрмо Каньяс  | Євген Корольов Ернестс Гулбіс Амер Деліч Жульєн Беннето  |
| 10 березня 17 березня | Pacific Life Open Індіан-Веллс, США Masters Series $3,589,000 – hard Одиночний розряд – Парний розряд              | Новак Джокович 6–2, 5–7, 6–3                      | Марді Фіш                           | Роджер Федерер Рафаель Надаль   | Томмі Гаас Давід Налбандян Стен Вавринка Джеймс Блейк    |
| 10 березня 17 березня | Pacific Life Open Індіан-Веллс, США Masters Series $3,589,000 – hard Одиночний розряд – Парний розряд              | Джонатан Ерліх Енді Рам 6–4, 6–4                  | Деніел Нестор Ненад Зімоньїч        | Роджер Федерер Рафаель Надаль   | Томмі Гаас Давід Налбандян Стен Вавринка Джеймс Блейк    |
| 24 березня 31 березня | Sony Ericsson Open Кі-Біскейн, США Masters Series $3,770,000 – hard Одиночний розряд – Парний розряд               | Микола Давиденко 6–4, 6–2                         | Рафаель Надаль                      | Енді Роддік Томаш Бердих        | Роджер Федерер Янко Типсаревич Ігор Андрєєв Джеймс Блейк |
| 24 березня 31 березня | Sony Ericsson Open Кі-Біскейн, США Masters Series $3,770,000 – hard Одиночний розряд – Парний розряд               | Боб Браян Майк Браян 6–2, 6–2                     | Магеш Бгупаті Марк Ноулз (тенісист) | Енді Роддік Томаш Бердих        | Роджер Федерер Янко Типсаревич Ігор Андрєєв Джеймс Блейк |

### Квітень
| Тиждень   | Турнір | Чемпіони                                                                                       | Фіналісти                                                    | Півфіналісти                    | Чвертьфіналісти                                                    |
| --------- | --- | ---------------------------------------------------------------------------------------------- | ------------------------------------------------------------ | ------------------------------- | ------------------------------------------------------------------ |
| 7 квітня  | Davis Cup by BNP Paribas, Чвертьфінал Moscow, Росія – hard (i) Буенос-Айрес, Аргентина – clay Бремен, Німеччина – hard (i) Вінстон-Сейлем, USA – hard (i) | Перемогли у чвертьфіналі Росія 3–2 · Аргентина 4–1 · Іспанія 4–1 · Сполучені Штати Америки 4–1 | Програли у чвертьфіналі Чехія · Швеція · Німеччина · Франція |                                 |                                                                    |
| 14 квітня | Estoril Open Оейраш, Португалія International Series €370,000 – clay Одиночний розряд – Парний розряд                                                     | Роджер Федерер 7–6(7–5), 1–2 ret.                                                              | Микола Давиденко                                             | Деніс Ґремельмайр Флоран Серра  | Фред Жіл Їржі Ванек Флавіо Чіполла Марк Жікель                     |
| 14 квітня | Estoril Open Оейраш, Португалія International Series €370,000 – clay Одиночний розряд – Парний розряд                                                     | Джефф Кутзе Веслі Муді 6–2, 4–6, [10–8]                                                        | Джеймі Маррей Кевін Ульєтт                                   | Деніс Ґремельмайр Флоран Серра  | Фред Жіл Їржі Ванек Флавіо Чіполла Марк Жікель                     |
| 14 квітня | US Men's Clay Court Championships Х'юстон, США International Series $436,000 – clay Одиночний розряд – Парний розряд                                      | Марсель Гранольєрс 6–4, 1–6, 7–5                                                               | Джеймс Блейк                                                 | Оскар Ернандес Вейн Одеснік     | Агустін Кальєрі Марді Фіш Маркуш Даніел Серхіо Ройтман             |
| 14 квітня | US Men's Clay Court Championships Х'юстон, США International Series $436,000 – clay Одиночний розряд – Парний розряд                                      | Ернестс Гулбіс Райнер Шуттлер 7–5, 7–6(7–3)                                                    | Пабло Куевас Марсель Гранольєрс                              | Оскар Ернандес Вейн Одеснік     | Агустін Кальєрі Марді Фіш Маркуш Даніел Серхіо Ройтман             |
| 14 квітня | Open de Tenis Comunidad Valenciana Валенсія International Series €370,000 – clay Одиночний розряд – Парний розряд                                         | Давид Феррер 4–6, 6–2, 7–6(7–2)                                                                | Ніколас Альмагро                                             | Томмі Робредо Євген Корольов    | Фернандо Вердаско Потіто Стараче Робін Гаасе Хуан Монако           |
| 14 квітня | Open de Tenis Comunidad Valenciana Валенсія International Series €370,000 – clay Одиночний розряд – Парний розряд                                         | Максімо Гонсалес Хуан Монако 7–5, 7–5                                                          | Тревіс Перротт Філіп Полашек                                 | Томмі Робредо Євген Корольов    | Фернандо Вердаско Потіто Стараче Робін Гаасе Хуан Монако           |
| 21 квітня | Monte-Carlo Masters Рокбрюн-Кап-Мартен, Франція Masters Series €2,270,000 – clay Одиночний розряд – Парний розряд                                         | Рафаель Надаль 7–5, 7–5                                                                        | Роджер Федерер                                               | Новак Джокович Микола Давиденко | Давід Налбандян Сем Кверрі Ігор Андрєєв Давид Феррер               |
| 21 квітня | Monte-Carlo Masters Рокбрюн-Кап-Мартен, Франція Masters Series €2,270,000 – clay Одиночний розряд – Парний розряд                                         | Рафаель Надаль Томмі Робредо 6–3, 6–3                                                          | Магеш Бгупаті Марк Ноулз (тенісист)                          | Новак Джокович Микола Давиденко | Давід Налбандян Сем Кверрі Ігор Андрєєв Давид Феррер               |
| 28 квітня | Open Sabadell Atlántico Barcelona Барселона, Іспанія International Series Gold €824,000 – clay Одиночний розряд – Парний розряд                           | Рафаель Надаль 6–1, 4–6, 6–1                                                                   | Давид Феррер                                                 | Деніс Ґремельмайр Стен Вавринка | Хуан Ігнасіо Чела Ніколас Альмагро Альберт Монтаньєс Томмі Робредо |
| 28 квітня | Open Sabadell Atlántico Barcelona Барселона, Іспанія International Series Gold €824,000 – clay Одиночний розряд – Парний розряд                           | Боб Браян Майк Браян 6–3, 6–2                                                                  | Маріуш Фирстенберг Марцин Матковський                        | Деніс Ґремельмайр Стен Вавринка | Хуан Ігнасіо Чела Ніколас Альмагро Альберт Монтаньєс Томмі Робредо |
| 28 квітня | BMW Open Мюнхен, Німеччина International Series €370,000 – clay Одиночний розряд – Парний розряд                                                          | Фернандо Гонсалес 7–6(7–4), 6–7(4–7), 6–3                                                      | Сімоне Болеллі                                               | Поль-Анрі Матьє Юнес Ель-Айнауї | Марин Чилич Лі Хьон Тхек Хуан Мартін дель Потро Марат Сафін        |
| 28 квітня | BMW Open Мюнхен, Німеччина International Series €370,000 – clay Одиночний розряд – Парний розряд                                                          | Міхаель Беррер Райнер Шуттлер 7–5, 3–6, [10–8]                                                 | Скотт Ліпскі Девід Мартін                                    | Поль-Анрі Матьє Юнес Ель-Айнауї | Марин Чилич Лі Хьон Тхек Хуан Мартін дель Потро Марат Сафін        |

### Травень
| Тиждень            | Турнір | Чемпіони                                             | Фіналісти                         | Півфіналісти                      | Чвертьфіналісти                                                      |
| ------------------ | --- | ---------------------------------------------------- | --------------------------------- | --------------------------------- | -------------------------------------------------------------------- |
| 5 травня           | Italian Open 2008 Rome, Італія Masters Series €2,270,000 – clay Одиночний розряд – Парний розряд                          | Новак Джокович 4–6, 6–3, 6–3                         | Стен Вавринка                     | Радек Штепанек Енді Роддік        | Роджер Федерер Ніколас Альмагро Томмі Робредо Джеймс Блейк           |
| 5 травня           | Italian Open 2008 Rome, Італія Masters Series €2,270,000 – clay Одиночний розряд – Парний розряд                          | Боб Браян Майк Браян 3–6, 6–4, [10–8]                | Деніел Нестор Ненад Зімоньїч      | Радек Штепанек Енді Роддік        | Роджер Федерер Ніколас Альмагро Томмі Робредо Джеймс Блейк           |
| 12 травня          | Hamburg Masters Гамбург, Німеччина Masters Series €2,270,000 – clay Одиночний розряд – Парний розряд                      | Рафаель Надаль 7–5, 6–7(3–7), 6–3                    | Роджер Федерер                    | Андреас Сеппі Новак Джокович      | Фернандо Вердаско Ніколас Кіфер Альберт Монтаньєс Карлос Моя         |
| 12 травня          | Hamburg Masters Гамбург, Німеччина Masters Series €2,270,000 – clay Одиночний розряд – Парний розряд                      | Деніел Нестор Ненад Зімоньїч 6–4, 5–7, [10–8]        | Боб Браян Майк Браян              | Андреас Сеппі Новак Джокович      | Фернандо Вердаско Ніколас Кіфер Альберт Монтаньєс Карлос Моя         |
| 19 травня          | Grand Prix Hassan II Касабланка, Марокко International Series €370,000 – clay Одиночний розряд – Парний розряд            | Жиль Сімон 7–5, 6–2                                  | Жульєн Беннето                    | Жо-Вілфрід Тсонга Агустін Кальєрі | Сантьяго Вентура Бертомеу Марк Жікель Юнес Ель-Айнауї Оскар Ернандес |
| 19 травня          | Grand Prix Hassan II Касабланка, Марокко International Series €370,000 – clay Одиночний розряд – Парний розряд            | Альберт Монтаньєс Сантьяго Вентура Бертомеу 6–1, 6–2 | Джеймс Серретані Тодд Перрі       | Жо-Вілфрід Тсонга Агустін Кальєрі | Сантьяго Вентура Бертомеу Марк Жікель Юнес Ель-Айнауї Оскар Ернандес |
| 19 травня          | Hypo Group Tennis International Pörtschach, Австрія International Series €370,000 – clay Одиночний розряд – Парний розряд | Микола Давиденко 6–2, 2–6, 6–2                       | Хуан Монако                       | Ігор Куніцин Іван Любичич         | Андреас Сеппі Юрген Мельцер Даніель Хімено-Травер Роббі Джінепрі     |
| 19 травня          | Hypo Group Tennis International Pörtschach, Австрія International Series €370,000 – clay Одиночний розряд – Парний розряд | Марсело Мело Андре Са 7–5, 6–7(3–7), [13–11]         | Юліан Ноул Юрген Мельцер          | Ігор Куніцин Іван Любичич         | Андреас Сеппі Юрген Мельцер Даніель Хімено-Травер Роббі Джінепрі     |
| 19 травня          | World Team Cup Дюссельдорф, Німеччина World Team Cup €1,500,000 – clay                                                    | Швеція · 2–1                                         | Росія                             | Італія · Сполучені Штати Америки  | Іспанія · Німеччина · Аргентина · Чехія                              |
| 26 травня 2 червня | Відкритий чемпіонат Франції з тенісу Paris, Франція Grand Slam €7,077,680 – clay Одиночний розряд – Парний розряд – Мікст | Рафаель Надаль 6–1, 6–3, 6–0                         | Роджер Федерер                    | Гаель Монфіс Новак Джокович       | Фернандо Гонсалес Давид Феррер Ернестс Гулбіс Ніколас Альмагро       |
| 26 травня 2 червня | Відкритий чемпіонат Франції з тенісу Paris, Франція Grand Slam €7,077,680 – clay Одиночний розряд – Парний розряд – Мікст | Пабло Куевас Луїс Орна 6–2, 6–3                      | Деніел Нестор Ненад Зімоньїч      | Гаель Монфіс Новак Джокович       | Фернандо Гонсалес Давид Феррер Ернестс Гулбіс Ніколас Альмагро       |
| 26 травня 2 червня | Відкритий чемпіонат Франції з тенісу Paris, Франція Grand Slam €7,077,680 – clay Одиночний розряд – Парний розряд – Мікст | Мікст: Боб Браян Вікторія Азаренко 6–2, 7–6(7–4)     | Ненад Зімоньїч Катарина Среботнік | Гаель Монфіс Новак Джокович       | Фернандо Гонсалес Давид Феррер Ернестс Гулбіс Ніколас Альмагро       |

### Червень
| Тиждень             | Турнір | Чемпіони                                                    | Фіналісти                     | Півфіналісти                           | Чвертьфіналісти                                                  |
| ------------------- | --- | ----------------------------------------------------------- | ----------------------------- | -------------------------------------- | ---------------------------------------------------------------- |
| 9 червня            | Gerry Weber Open Галле, Німеччина International Series €713,000 – grass Одиночний розряд – Парний розряд                   | Роджер Федерер 6–3, 6–4                                     | Філіпп Кольшрайбер            | Ніколас Кіфер Джеймс Блейк             | Маркос Багдатіс Мікаель Льодра Робін Содерлінг Андреас Бек       |
| 9 червня            | Gerry Weber Open Галле, Німеччина International Series €713,000 – grass Одиночний розряд – Парний розряд                   | Михайло Южний Міша Зверєв 6–3, 4–6, [10–3]                  | Лукаш Длоуги Леандер Паес     | Ніколас Кіфер Джеймс Блейк             | Маркос Багдатіс Мікаель Льодра Робін Содерлінг Андреас Бек       |
| 9 червня            | Queen's Club Championships Queen's Club, London, UK International Series €713,000 – grass Одиночний розряд – Парний розряд | Рафаель Надаль 7–6(8–6), 7–5                                | Новак Джокович                | Енді Роддік Давід Налбандян            | Іво Карлович Енді Маррей Рішар Гаске Ллейтон Г'юїтт              |
| 9 червня            | Queen's Club Championships Queen's Club, London, UK International Series €713,000 – grass Одиночний розряд – Парний розряд | Деніел Нестор Ненад Зімоньїч 6–4, 7–6(7–3)                  | Марсело Мело Андре Са         | Енді Роддік Давід Налбандян            | Іво Карлович Енді Маррей Рішар Гаске Ллейтон Г'юїтт              |
| 9 червня            | Warsaw Open Варшава, Польща International Series €425,000 – clay Одиночний розряд – Парний розряд                          | Микола Давиденко 6–3, 6–3                                   | Томмі Робредо                 | Фабіо Фоніні Хуан Монако               | Євген Корольов Гільєрмо Каньяс Марсель Гранольєрс Оскар Ернандес |
| 9 червня            | Warsaw Open Варшава, Польща International Series €425,000 – clay Одиночний розряд – Парний розряд                          | Маріуш Фирстенберг Марцин Матковський 6–0, 3–6, [10–4]      | Микола Давиденко Юрій Щукін   | Фабіо Фоніні Хуан Монако               | Євген Корольов Гільєрмо Каньяс Марсель Гранольєрс Оскар Ернандес |
| 16 червня           | Ordina Open Гертогенбос, Нідерланди International Series €370,000 – grass Одиночний розряд – Парний розряд                 | Давид Феррер 6–4, 6–2                                       | Марк Жікель                   | Хуан Мартін дель Потро Гільєрмо Каньяс | Маріо Анчич Арно Клеман Віктор Троїцький Юрген Мельцер           |
| 16 червня           | Ordina Open Гертогенбос, Нідерланди International Series €370,000 – grass Одиночний розряд – Парний розряд                 | Маріо Анчич Юрген Мельцер 7–6(7–5), 6–3                     | Магеш Бгупаті Леандер Паес    | Хуан Мартін дель Потро Гільєрмо Каньяс | Маріо Анчич Арно Клеман Віктор Троїцький Юрген Мельцер           |
| 16 червня           | Nottingham Open Ноттінгем, UK International Series €370,000 – grass Одиночний розряд – Парний розряд                       | Іво Карлович 7–5, 6–7(4–7), 7–6(10–8)                       | Фернандо Вердаско             | Гаель Монфіс Марин Чилич               | Вінс Спейдія Андреас Сеппі Жиль Сімон Томас Юганссон             |
| 16 червня           | Nottingham Open Ноттінгем, UK International Series €370,000 – grass Одиночний розряд – Парний розряд                       | Бруно Соарес Кевін Ульєтт 6–2, 7–6(7–5)                     | Джефф Кутзе Джеймі Маррей     | Гаель Монфіс Марин Чилич               | Вінс Спейдія Андреас Сеппі Жиль Сімон Томас Юганссон             |
| 23 червня 30 червня | Вімблдонський турнір Вімблдон, Англія Grand Slam £5,257,000 – grass Одиночний розряд – Парний розряд – Мікст               | Рафаель Надаль 6–4, 6–4, 6–7(5–7), 6–7(8–10), 9–7           | Роджер Федерер                | Марат Сафін Райнер Шуттлер             | Маріо Анчич Фелісіано Лопес Арно Клеман Енді Маррей              |
| 23 червня 30 червня | Вімблдонський турнір Вімблдон, Англія Grand Slam £5,257,000 – grass Одиночний розряд – Парний розряд – Мікст               | Деніел Нестор Ненад Зімоньїч 7–6(14–12), 6–7(3–7), 6–3, 6–3 | Йонас Бйоркман Кевін Ульєтт   | Марат Сафін Райнер Шуттлер             | Маріо Анчич Фелісіано Лопес Арно Клеман Енді Маррей              |
| 23 червня 30 червня | Вімблдонський турнір Вімблдон, Англія Grand Slam £5,257,000 – grass Одиночний розряд – Парний розряд – Мікст               | Мікст: Боб Браян Саманта Стосур 7–5, 6–4                    | Майк Браян Катарина Среботнік | Марат Сафін Райнер Шуттлер             | Маріо Анчич Фелісіано Лопес Арно Клеман Енді Маррей              |

### Липень
| Тиждень  | Турнір | Чемпіони                                          | Фіналісти                          | Півфіналісти                        | Чвертьфіналісти                                                  |
| -------- | --- | ------------------------------------------------- | ---------------------------------- | ----------------------------------- | ---------------------------------------------------------------- |
| 7 липня  | Swedish Open Бостад, Швеція International Series €326,000 – clay Одиночний розряд – Парний розряд                                              | Томмі Робредо 6–4, 6–1                            | Томаш Бердих                       | Давид Феррер Фернандо Вердаско      | Робін Содерлінг Яркко Ніємінен Потіто Стараче Б'єрн Ренквіст     |
| 7 липня  | Swedish Open Бостад, Швеція International Series €326,000 – clay Одиночний розряд – Парний розряд                                              | Йонас Бйоркман Робін Содерлінг 6–2, 6–2           | Юган Брунстрем Жан-Жульєн Роєр     | Давид Феррер Фернандо Вердаско      | Робін Содерлінг Яркко Ніємінен Потіто Стараче Б'єрн Ренквіст     |
| 7 липня  | Suisse Open Gstaad, Швейцарія International Series €389,000 – clay Одиночний розряд – Парний розряд                                            | Віктор Генеску 6–3, 6–4                           | Ігор Андрєєв                       | Стен Вавринка Гільєрмо Гарсія-Лопес | Гільєрмо Каньяс Жеремі Шарді Михайло Южний Марин Чилич           |
| 7 липня  | Suisse Open Gstaad, Швейцарія International Series €389,000 – clay Одиночний розряд – Парний розряд                                            | Ярослав Левинський Філіп Полашек 3–6, 6–2, [11–9] | Штефан Волі Стен Вавринка          | Стен Вавринка Гільєрмо Гарсія-Лопес | Гільєрмо Каньяс Жеремі Шарді Михайло Южний Марин Чилич           |
| 7 липня  | Hall of Fame Tennis Championships Ньюпорт, США International Series $385,000 – grass Одиночний розряд – Парний розряд                          | Фабріс Санторо 6–3, 7–5                           | Пракаш Амрітрадж                   | Френк Данцевич Вінс Спейдія         | Роган Бопанна Ігор Куніцин Александер Пея Іван Наварро           |
| 7 липня  | Hall of Fame Tennis Championships Ньюпорт, США International Series $385,000 – grass Одиночний розряд – Парний розряд                          | Марді Фіш Джон Ізнер 6–4, 7–6(7–1)                | Роган Бопанна Айсам-уль-Хак Куреші | Френк Данцевич Вінс Спейдія         | Роган Бопанна Ігор Куніцин Александер Пея Іван Наварро           |
| 7 липня  | Mercedes Cup Штутгарт, Німеччина International Series Gold €568,000 – clay Одиночний розряд – Парний розряд                                    | Хуан Мартін дель Потро 6–4, 7–5                   | Рішар Гаске                        | Едуардо Шванк Агустін Кальєрі       | Ян Герних Філіпп Кольшрайбер Міхаель Беррер Альберт Монтаньєс    |
| 7 липня  | Mercedes Cup Штутгарт, Німеччина International Series Gold €568,000 – clay Одиночний розряд – Парний розряд                                    | Крістофер Кас Філіпп Кольшрайбер 6–3, 6–4         | Міхаель Беррер Міша Зверєв         | Едуардо Шванк Агустін Кальєрі       | Ян Герних Філіпп Кольшрайбер Міхаель Беррер Альберт Монтаньєс    |
| 14 липня | Dutch Open Амерсфорт, Нідерланди International Series €326,000 – clay Одиночний розряд – Парний розряд                                         | Альберт Монтаньєс 1–6, 7–5, 6–3                   | Стів Дарсі                         | Марк Жікель Оскар Ернандес          | Теймураз Габашвілі Крістоф Рохус Марсель Гранольєрс Хосе Акасусо |
| 14 липня | Dutch Open Амерсфорт, Нідерланди International Series €326,000 – clay Одиночний розряд – Парний розряд                                         | Франтішек Чермак Рогір Вассен 7–5, 7–5            | Єссе Гута Ґалунґ Ігор Сейслінґ     | Марк Жікель Оскар Ернандес          | Теймураз Габашвілі Крістоф Рохус Марсель Гранольєрс Хосе Акасусо |
| 14 липня | Indianapolis Tennis Championships Індіанаполіс, США International Series $525,000 – hard Одиночний розряд – Парний розряд                      | Жиль Сімон 6–4, 6–4                               | Дмитро Турсунов                    | Джеймс Блейк Сем Кверрі             | Лу Єнь-Сюнь Пауль Капдевіль Боббі Рейнольдс Томмі Гаас           |
| 14 липня | Indianapolis Tennis Championships Індіанаполіс, США International Series $525,000 – hard Одиночний розряд – Парний розряд                      | Ешлі Фішер Тріпп Філліпс 3–6, 6–3, [10–5]         | Скотт Ліпскі Девід Мартін          | Джеймс Блейк Сем Кверрі             | Лу Єнь-Сюнь Пауль Капдевіль Боббі Рейнольдс Томмі Гаас           |
| 14 липня | Austrian Open Кіцбюель, Австрія International Series Gold €571,000 – clay Одиночний розряд – Парний розряд                                     | Хуан Мартін дель Потро 6–2, 6–1                   | Юрген Мельцер                      | Віктор Генеску Потіто Стараче       | Ніколя Девільдер Бріан Дабуль Едуардо Шванк Райнер Шуттлер       |
| 14 липня | Austrian Open Кіцбюель, Австрія International Series Gold €571,000 – clay Одиночний розряд – Парний розряд                                     | Джеймс Серретані Віктор Генеску 6–3, 7–5          | Лукас Арнольд Кер Олів'є Рохус     | Віктор Генеску Потіто Стараче       | Ніколя Девільдер Бріан Дабуль Едуардо Шванк Райнер Шуттлер       |
| 14 липня | Croatia Open Умаг, Хорватія International Series €326,000 – clay Одиночний розряд – Парний розряд                                              | Фернандо Вердаско 3–6, 6–4, 7–6(7–4)              | Ігор Андрєєв                       | Фабіо Фоніні Максімо Гонсалес       | Міша Зверєв Карлос Моя Гільєрмо Каньяс Роко Каранушич            |
| 14 липня | Croatia Open Умаг, Хорватія International Series €326,000 – clay Одиночний розряд – Парний розряд                                              | Міхал Мертиняк Петр Пала 2–6, 6–3, [10–5]         | Карлос Берлок Фабіо Фоніні         | Фабіо Фоніні Максімо Гонсалес       | Міша Зверєв Карлос Моя Гільєрмо Каньяс Роко Каранушич            |
| 21 липня | Rogers Cup Торонто, Канада Masters Series $2,615,000 – hard Одиночний розряд – Парний розряд                                                   | Рафаель Надаль 6–3, 6–2                           | Ніколас Кіфер                      | Жиль Сімон Енді Маррей              | Марин Чилич Джеймс Блейк Новак Джокович Рішар Гаске              |
| 21 липня | Rogers Cup Торонто, Канада Masters Series $2,615,000 – hard Одиночний розряд – Парний розряд                                                   | Деніел Нестор Ненад Зімоньїч 6–2, 4–6, [10–6]     | Боб Браян Майк Браян               | Жиль Сімон Енді Маррей              | Марин Чилич Джеймс Блейк Новак Джокович Рішар Гаске              |
| 28 липня | Western & Southern Financial Group Masters 2008 and Women's Open Мейсон, США Masters Series $2,615,000 – hard Одиночний розряд – Парний розряд | Енді Маррей 7–6(7–4), 7–6(7–5)                    | Новак Джокович                     | Іво Карлович Рафаель Надаль         | Філіпп Кольшрайбер Карлос Моя Ернестс Гулбіс Ніколас Лапентті    |
| 28 липня | Western & Southern Financial Group Masters 2008 and Women's Open Мейсон, США Masters Series $2,615,000 – hard Одиночний розряд – Парний розряд | Боб Браян Майк Браян 4–6, 7–6(7–2), [10–7]        | Джонатан Ерліх Енді Рам            | Іво Карлович Рафаель Надаль         | Філіпп Кольшрайбер Карлос Моя Ернестс Гулбіс Ніколас Лапентті    |

### Серпень
| Тиждень             | Турнір | Чемпіони                                             | Фіналісти                           | Півфіналісти                                             | Півфіналісти                                              | Чвертьфіналісти                                           |
| ------------------- | --- | ---------------------------------------------------- | ----------------------------------- | -------------------------------------------------------- | --------------------------------------------------------- | --------------------------------------------------------- |
| 4 серпня            | Countrywide Classic Los Angeles, США International Series $475,000 – hard Одиночний розряд – Парний розряд                     | Хуан Мартін дель Потро 6–1, 7–6(7–2)                 | Енді Роддік                         | Деніс Ґремельмайр Марді Фіш                              | Деніс Ґремельмайр Марді Фіш                               | Марк Жікель Марат Сафін Амер Деліч Флоран Серра           |
| 4 серпня            | Countrywide Classic Los Angeles, США International Series $475,000 – hard Одиночний розряд – Парний розряд                     | Роган Бопанна Ерік Буторак 7–6(7–5), 7–6(7–5)        | Тревіс Перротт Душан Вемич          | Деніс Ґремельмайр Марді Фіш                              | Деніс Ґремельмайр Марді Фіш                               | Марк Жікель Марат Сафін Амер Деліч Флоран Серра           |
| 11 серпня           | Теніс на літніх Олімпійських іграх Пекін, КНР Olympic Games Тверде Одиночий розряд – Парний розряд                             | Золото                                               | Срібло                              | Бронза                                                   | Бронза                                                    | Чвертьфіналісти                                           |
| 11 серпня           | Теніс на літніх Олімпійських іграх Пекін, КНР Olympic Games Тверде Одиночий розряд – Парний розряд                             | Рафаель Надаль 6–3, 7–6(7–2), 6–3                    | Фернандо Гонсалес                   | Новак Джокович 6–3, 7–6(7–4) Четверте місце Джеймс Блейк | Роджер Федерер Поль-Анрі Матьє Гаель Монфіс Юрген Мельцер | Роджер Федерер Поль-Анрі Матьє Гаель Монфіс Юрген Мельцер |
| 11 серпня           | Теніс на літніх Олімпійських іграх Пекін, КНР Olympic Games Тверде Одиночий розряд – Парний розряд                             | Роджер Федерер Стен Вавринка 6–3, 6–4, 6–7(4–7), 6–3 | Сімон Аспелін Томас Юганссон        | Новак Джокович 6–3, 7–6(7–4) Четверте місце Джеймс Блейк | Роджер Федерер Поль-Анрі Матьє Гаель Монфіс Юрген Мельцер | Роджер Федерер Поль-Анрі Матьє Гаель Монфіс Юрген Мельцер |
| 11 серпня           | Legg Mason Tennis Classic Вашингтон, США International Series $508,000 – hard Одиночний розряд – Парний розряд                 | Хуан Мартін дель Потро 6–3, 6–3                      | Віктор Троїцький                    | Ігор Куніцин Томмі Гаас                                  | Ігор Куніцин Томмі Гаас                                   | Енді Роддік Сомдев Девварман Алехандро Фалья Джон Ізнер   |
| 11 серпня           | Legg Mason Tennis Classic Вашингтон, США International Series $508,000 – hard Одиночний розряд – Парний розряд                 | Марк Жікель Роберт Ліндстедт 7–6(8–6), 6–3           | Бруно Соарес Кевін Ульєтт           | Ігор Куніцин Томмі Гаас                                  | Ігор Куніцин Томмі Гаас                                   | Енді Роддік Сомдев Девварман Алехандро Фалья Джон Ізнер   |
| 18 серпня           | Pilot Pen Tennis Нью-Гейвен, США International Series $708,000 – hard Одиночний розряд – Парний розряд                         | Марин Чилич 6–4, 4–6, 6–2                            | Марді Фіш                           | Фернандо Вердаско Лука Грегорць                          | Фернандо Вердаско Лука Грегорць                           | Міша Зверєв Джессі Лівайн Ігор Андрєєв Андреас Сеппі      |
| 18 серпня           | Pilot Pen Tennis Нью-Гейвен, США International Series $708,000 – hard Одиночний розряд – Парний розряд                         | Марсело Мело Андре Са 7–5, 6–2                       | Магеш Бгупаті Марк Ноулз (тенісист) | Фернандо Вердаско Лука Грегорць                          | Фернандо Вердаско Лука Грегорць                           | Міша Зверєв Джессі Лівайн Ігор Андрєєв Андреас Сеппі      |
| 25 серпня 1 вересня | Відкритий чемпіонат США з тенісу Flushing, Нью-Йорк, США Grand Slam $9,350,000 – hard Одиночний розряд – Парний розряд – Мікст | Роджер Федерер 6–2, 7–5, 6–2                         | Енді Маррей                         | Рафаель Надаль Новак Джокович                            | Рафаель Надаль Новак Джокович                             | Марді Фіш Хуан Мартін дель Потро Енді Роддік Жіль Мюллер  |
| 25 серпня 1 вересня | Відкритий чемпіонат США з тенісу Flushing, Нью-Йорк, США Grand Slam $9,350,000 – hard Одиночний розряд – Парний розряд – Мікст | Боб Браян Майк Браян 7–6(7–5), 7–6(12–10)            | Лукаш Длоуги Леандер Паес           | Рафаель Надаль Новак Джокович                            | Рафаель Надаль Новак Джокович                             | Марді Фіш Хуан Мартін дель Потро Енді Роддік Жіль Мюллер  |
| 25 серпня 1 вересня | Відкритий чемпіонат США з тенісу Flushing, Нью-Йорк, США Grand Slam $9,350,000 – hard Одиночний розряд – Парний розряд – Мікст | Мікст: Леандер Паес Кара Блек 7–6(8–6), 6–4          | Джеймі Маррей Лізель Губер          | Рафаель Надаль Новак Джокович                            | Рафаель Надаль Новак Джокович                             | Марді Фіш Хуан Мартін дель Потро Енді Роддік Жіль Мюллер  |

### Вересень
| Тиждень    | Турнір | Чемпіони                                                      | Фіналісти                                          | Півфіналісти                    | Чвертьфіналісти                                                    |
| ---------- | --- | ------------------------------------------------------------- | -------------------------------------------------- | ------------------------------- | ------------------------------------------------------------------ |
| 8 вересня  | BCR Open Бухарест, Румунія International Series €370,000 – clay Одиночний розряд – Парний розряд                                 | Жиль Сімон 6–3, 6–4                                           | Карлос Моя                                         | Рішар Гаске Хосе Акасусо        | Теймураз Габашвілі Гільєрмо Гарсія-Лопес Іван Наварро Флоран Серра |
| 8 вересня  | BCR Open Бухарест, Румунія International Series €370,000 – clay Одиночний розряд – Парний розряд                                 | Ніколя Девільдер Поль-Анрі Матьє 7–6(7–4), 6–7(9–11), [22–20] | Маріуш Фирстенберг Марцин Матковський              | Рішар Гаске Хосе Акасусо        | Теймураз Габашвілі Гільєрмо Гарсія-Лопес Іван Наварро Флоран Серра |
| 15 вересня | Davis Cup by BNP Paribas, Півфінал Буенос-Айрес, Аргентина – clay Мадрид, Іспанія – clay                                         | Semifinal winners Аргентина 3–2 · Іспанія 4–1                 | Semifinal losers Росія · Сполучені Штати Америки · |                                 |                                                                    |
| 22 вересня | Thailand Open Бангкок, Таїланд International Series $576,000 – hard (i) Одиночний розряд – Парний розряд                         | Жо-Вілфрід Тсонга 7–6(7–4), 6–4                               | Новак Джокович                                     | Томаш Бердих Гаель Монфіс       | Робін Содерлінг Ніколя Маю Філіпп Пецшнер Юрген Мельцер            |
| 22 вересня | Thailand Open Бангкок, Таїланд International Series $576,000 – hard (i) Одиночний розряд – Парний розряд                         | Лукаш Длоуги Леандер Паес 6–4, 7–6(7–4)                       | Скотт Ліпскі Девід Мартін                          | Томаш Бердих Гаель Монфіс       | Робін Содерлінг Ніколя Маю Філіпп Пецшнер Юрген Мельцер            |
| 22 вересня | China Open Пекін, КНР International Series $524,000 – hard Одиночний розряд – Парний розряд                                      | Енді Роддік 6–4, 6–7(6–8), 6–3                                | Дуді Села                                          | Райнер Шуттлер Б'єрн Фау        | Томмі Робредо Рішар Гаске Фернандо Гонсалес Хуан Карлос Ферреро    |
| 22 вересня | China Open Пекін, КНР International Series $524,000 – hard Одиночний розряд – Парний розряд                                      | Стівен Гасс Росс Гатчінс 7–5, 6–4                             | Ешлі Фішер Боббі Рейнольдс                         | Райнер Шуттлер Б'єрн Фау        | Томмі Робредо Рішар Гаске Фернандо Гонсалес Хуан Карлос Ферреро    |
| 29 вересня | Open de Moselle Мец, Франція International Series €370,000 – hard (i) Одиночний розряд – Парний розряд                           | Дмитро Турсунов 7–6(8–6), 1–6, 6–4                            | Поль-Анрі Матьє                                    | Радек Штепанек Адріан Маннаріно | Карлос Моя Едуардо Шванк Янко Типсаревич Марк Жікель               |
| 29 вересня | Open de Moselle Мец, Франція International Series €370,000 – hard (i) Одиночний розряд – Парний розряд                           | Арно Клеман Мікаель Льодра 5–7, 6–3, [10–8]                   | Маріуш Фирстенберг Марцин Матковський              | Радек Штепанек Адріан Маннаріно | Карлос Моя Едуардо Шванк Янко Типсаревич Марк Жікель               |
| 29 вересня | Відкритий чемпіонат Японії з тенісу AIG Tokyo, Японія International Series Gold $969,000 – hard Одиночний розряд – Парний розряд | Томаш Бердих 6–1, 6–4                                         | Хуан Мартін дель Потро                             | Рішар Гаске Енді Роддік         | Давид Феррер Райнер Шуттлер Фернандо Гонсалес Віктор Троїцький     |
| 29 вересня | Відкритий чемпіонат Японії з тенісу AIG Tokyo, Японія International Series Gold $969,000 – hard Одиночний розряд – Парний розряд | Михайло Южний Міша Зверєв 6–3, 6–4                            | Лукаш Длоуги Леандер Паес                          | Рішар Гаске Енді Роддік         | Давид Феррер Райнер Шуттлер Фернандо Гонсалес Віктор Троїцький     |

### Жовтень
| Тиждень   | Турнір | Чемпіони                                                | Фіналісти                           | Півфіналісти                           | Чвертьфіналісти                                                  |
| --------- | --- | ------------------------------------------------------- | ----------------------------------- | -------------------------------------- | ---------------------------------------------------------------- |
| 6 жовтня  | Кубок Кремля Moscow, Росія International Series $1,049,000 – hard (i) Одиночний розряд – Парний розряд                    | Ігор Куніцин 7–6(8–6), 6–7(4–7), 6–3                    | Марат Сафін                         | Міша Зверєв Фабріс Санторо             | Микола Давиденко Віктор Троїцький Поль-Анрі Матьє Жеремі Шарді   |
| 6 жовтня  | Кубок Кремля Moscow, Росія International Series $1,049,000 – hard (i) Одиночний розряд – Парний розряд                    | Сергій Стаховський Потіто Стараче 7–6(7–4), 2–6, [10–6] | Стівен Гасс Росс Гатчінс            | Міша Зверєв Фабріс Санторо             | Микола Давиденко Віктор Троїцький Поль-Анрі Матьє Жеремі Шарді   |
| 6 жовтня  | If Stockholm Open Стокгольм, Швеція International Series €713,000 – hard (i) Одиночний розряд – Парний розряд             | Давід Налбандян 6–2, 5–7, 6–3                           | Робін Содерлінг                     | Яркко Ніємінен Нішікорі Кеі            | Альберт Монтаньєс Оскар Ернандес Райнер Шуттлер Маріо Анчич      |
| 6 жовтня  | If Stockholm Open Стокгольм, Швеція International Series €713,000 – hard (i) Одиночний розряд – Парний розряд             | Йонас Бйоркман Кевін Ульєтт 6–1, 6–3                    | Юган Брунстрем Міхаель Рідерстедт   | Яркко Ніємінен Нішікорі Кеі            | Альберт Монтаньєс Оскар Ернандес Райнер Шуттлер Маріо Анчич      |
| 6 жовтня  | Bank Austria-Tennis Trophy Відень, Австрія International Series Gold €674,000 – hard (i) Одиночний розряд – Парний розряд | Філіпп Пецшнер 6–4, 6–4                                 | Гаель Монфіс                        | Фелісіано Лопес Філіпп Кольшрайбер     | Карлос Моя Юрген Мельцер Фернандо Вердаско Фернандо Гонсалес     |
| 6 жовтня  | Bank Austria-Tennis Trophy Відень, Австрія International Series Gold €674,000 – hard (i) Одиночний розряд – Парний розряд | Максим Мирний Енді Рам 6–1, 7–5                         | Філіпп Пецшнер Александер Пея       | Фелісіано Лопес Філіпп Кольшрайбер     | Карлос Моя Юрген Мельцер Фернандо Вердаско Фернандо Гонсалес     |
| 13 жовтня | Mutua Madrileña Masters Madrid Мадрид, Іспанія Masters Series €2,270,000 – hard (i) Одиночний розряд – Парний розряд      | Енді Маррей 6–4, 7–6(8–6)                               | Жиль Сімон                          | Рафаель Надаль Роджер Федерер          | Фелісіано Лопес Іво Карлович Гаель Монфіс Хуан Мартін дель Потро |
| 13 жовтня | Mutua Madrileña Masters Madrid Мадрид, Іспанія Masters Series €2,270,000 – hard (i) Одиночний розряд – Парний розряд      | Маріуш Фирстенберг Марцин Матковський 6–4, 6–2          | Магеш Бгупаті Марк Ноулз (тенісист) | Рафаель Надаль Роджер Федерер          | Фелісіано Лопес Іво Карлович Гаель Монфіс Хуан Мартін дель Потро |
| 20 жовтня | Davidoff Swiss Indoors Базель, Швейцарія International Series €891,000 – hard (i) Одиночний розряд – Парний розряд        | Роджер Федерер 6–3, 6–4                                 | Давід Налбандян                     | Фелісіано Лопес Хуан Мартін дель Потро | Сімоне Болеллі Джеймс Блейк Ігор Андрєєв Бенжамін Бекер          |
| 20 жовтня | Davidoff Swiss Indoors Базель, Швейцарія International Series €891,000 – hard (i) Одиночний розряд – Парний розряд        | Магеш Бгупаті Марк Ноулз (тенісист) 6–3, 6–3            | Крістофер Кас Філіпп Кольшрайбер    | Фелісіано Лопес Хуан Мартін дель Потро | Сімоне Болеллі Джеймс Блейк Ігор Андрєєв Бенжамін Бекер          |
| 20 жовтня | Grand Prix de Tennis de Lyon Ліон, Франція International Series €713,000 – carpet (i) Одиночний розряд – Парний розряд    | Робін Содерлінг 6–3, 6–7(5–7), 6–1                      | Жульєн Беннето                      | Жиль Сімон Жо-Вілфрід Тсонга           | Енді Роддік Жосслен Уанна Хуан Карлос Ферреро Стів Дарсі         |
| 20 жовтня | Grand Prix de Tennis de Lyon Ліон, Франція International Series €713,000 – carpet (i) Одиночний розряд – Парний розряд    | Мікаель Льодра Енді Рам 6–3, 5–7, [10–8]                | Стівен Гасс Росс Гатчінс            | Жиль Сімон Жо-Вілфрід Тсонга           | Енді Роддік Жосслен Уанна Хуан Карлос Ферреро Стів Дарсі         |
| 20 жовтня | St Petersburg Open Санкт-Петербург, Росія International Series $1,049,000 – hard (i) Одиночний розряд – Парний розряд     | Енді Маррей 6–1, 6–1                                    | Андрій Голубєв                      | Фернандо Вердаско Віктор Генеску       | Янко Типсаревич Райнер Шуттлер Міша Зверєв Михайло Єлгін         |
| 20 жовтня | St Petersburg Open Санкт-Петербург, Росія International Series $1,049,000 – hard (i) Одиночний розряд – Парний розряд     | Тревіс Перротт Філіп Полашек 3–6, 7–6(7–4), [10–8]      | Роган Бопанна Максим Мирний         | Фернандо Вердаско Віктор Генеску       | Янко Типсаревич Райнер Шуттлер Міша Зверєв Михайло Єлгін         |
| 27 жовтня | BNP Paribas Masters Paris, Франція Masters Series €2,270,000 – hard (i) Одиночний розряд – Парний розряд                  | Жо-Вілфрід Тсонга 6–3, 4–6, 6–4                         | Давід Налбандян                     | Микола Давиденко Джеймс Блейк          | Рафаель Надаль Енді Маррей Енді Роддік Роджер Федерер            |
| 27 жовтня | BNP Paribas Masters Paris, Франція Masters Series €2,270,000 – hard (i) Одиночний розряд – Парний розряд                  | Йонас Бйоркман Кевін Ульєтт 6–2, 6–2                    | Джефф Кутзе Веслі Муді              | Микола Давиденко Джеймс Блейк          | Рафаель Надаль Енді Маррей Енді Роддік Роджер Федерер            |

### Листопад
| Тиждень      | Турнір                                                                                            | Чемпіони                                   | Фіналісти            | Півфіналісти           | Чвертьфіналісти                                                                    |
| ------------ | ------------------------------------------------------------------------------------------------- | ------------------------------------------ | -------------------- | ---------------------- | ---------------------------------------------------------------------------------- |
| 10 листопада | Masters Cup Шанхай, КНР Tennis Masters Cup $4,450,000 – hard (i) Одиночний розряд – Парний розряд | Новак Джокович 6–1, 7–5                    | Микола Давиденко     | Енді Маррей Жиль Сімон | Роджер Федерер Радек Штепанек Енді Роддік Хуан Мартін дель Потро Жо-Вілфрід Тсонга |
| 10 листопада | Masters Cup Шанхай, КНР Tennis Masters Cup $4,450,000 – hard (i) Одиночний розряд – Парний розряд | Деніел Нестор Ненад Зімоньїч 7–6(7–3), 6–2 | Боб Браян Майк Браян | Енді Маррей Жиль Сімон | Роджер Федерер Радек Штепанек Енді Роддік Хуан Мартін дель Потро Жо-Вілфрід Тсонга |
| 17 листопада | Davis Cup by BNP Paribas, Фінал Мар-дель-Плата, Аргентина – hard (i)                              | Іспанія 3–1                                | Аргентина            |                        |                                                                                    |

## Статистична інформація
Список тенісистів за кількістю здобутих титулів:
- Рафаель Надаль –  (8, у т.ч. Ролан Гаррос, Вімблдон та Олімпійські Ігри)
- Енді Маррей –  (5)
- Новак Джокович – (4, у т.ч. Australian Open, Tennis Masters Cup)
- Роджер Федерер – (4, у т.ч. US Open)
- Хуан Мартін дель Потро – (4)
- Микола Давиденко – (3)
- Енді Роддік – (3)
- Жиль Сімон – (3)
- Ніколас Альмагро – (2)
- Давид Феррер – (2)
- Фернандо Гонсалес – (2)
- Мікаель Льодра – (2)
- Давід Налбандян – (2)
- Жо-Вілфрід Тсонга – (2)
- Дмитро Турсунов – (2)
- Томаш Бердих- (1)
- Марин Чилич – (1)
- Стів Дарсі – (1)
- Марсель Гранольєрс – (1)
- Віктор Генеску – (1)
- Іво Карлович – (1)
- Філіпп Кольшрайбер – (1)
- Ігор Куніцин – (1)
- Альберт Монтаньєс – (1)
- Нішікорі Кеі – (1)
- Філіпп Пецшнер – (1)
- Сем Кверрі – (1)
- Томмі Робредо – (1)
- Фабріс Санторо – (1)
- Робін Содерлінг – (1)
- Сергій Стаховський – (1)
- Фернандо Вердаско – (1)
- Михайло Южний – (1)

Здобули свій перший титул:
- Марин Чилич
- Хуан Мартін дель Потро
- Марсель Гранольєрс
- Віктор Генеску
- Ігор Куніцин
- Альберт Монтаньєс
- Нішікорі Кеі
- Філіпп Пецшнер
- Сем Кверрі
- Сергій Стаховський
- Жо-Вілфрід Тсонга

Титули за країнами:
- Іспанія 16
- Франція 8
- Росія 7
- Аргентина 6
- Велика Британія 5
- Сербія 4
- Швейцарія 4
- США 4
- Чилі 2
- Хорватія 2
- Німеччина 2
- Бельгія 1
- Чехія
- Японія 1
- Румунія 1
- Швеція 1
- Україна 1

## Рейтинг, одиночний розряд
| 31 грудня 2007 | 31 грудня 2007    | 31 грудня 2007  | 31 грудня 2007 |
| Ранг           | Тенісист          | Країна          | Пункти         |
| -------------- | ----------------- | --------------- | -------------- |
| 1              | Роджер Федерер    | Швейцарія       | 7,180          |
| 2              | Рафаель Надаль    | Іспанія         | 5,735          |
| 3              | Новак Джокович    | Сербія          | 4,470          |
| 4              | Микола Давиденко  | Росія           | 2,825          |
| 5              | Давид Феррер      | Іспанія         | 2,750          |
| 6              | Енді Роддік       | США             | 2,530          |
| 7              | Фернандо Гонсалес | Чилі            | 2,005          |
| 8              | Рішар Гаске       | Франція         | 1,930          |
| 9              | Давід Налбандян   | Аргентина       | 1,775          |
| 10             | Томмі Робредо     | Іспанія         | 1,765          |
| 11             | Енді Маррей       | Велика Британія | 1,755          |
| 12             | Томмі Гаас        | Німеччина       | 1,720          |
| 13             | Джеймс Блейк      | США             | 1,710          |
| 14             | Томаш Бердих      | Чехія           | 1,685          |
| 15             | Гільєрмо Каньяс   | Аргентина       | 1,653          |
| 16             | Маркос Багдатіс   | Кіпр            | 1,600          |
| 17             | Карлос Моя        | Іспанія         | 1,585          |
| 18             | Іван Любичич      | Хорватія        | 1,580          |
| 19             | Михайло Южний     | Росія           | 1,570          |
| 20             | Хуан Ігнасіо Чела | Аргентина       | 1,425          |

| 29 грудня 2008 | 29 грудня 2008         | 29 грудня 2008  | 29 грудня 2008 | 29 грудня 2008 |
| Ранг           | Тенісист               | Країна          | Пункти         | Зміна          |
| -------------- | ---------------------- | --------------- | -------------- | -------------- |
| 1              | Рафаель Надаль         | Іспанія         | 6,675          | ▲ 1            |
| 2              | Роджер Федерер         | Швейцарія       | 5,305          | ▼ 1            |
| 3              | Новак Джокович         | Сербія          | 5,295          | ▬              |
| 4              | Енді Маррей            | Велика Британія | 3,720          | ▲ 7            |
| 5              | Микола Давиденко       | Росія           | 2,715          | ▼ 1            |
| 6              | Жо-Вілфрід Тсонга      | Франція         | 2,050          | ▲ 37           |
| 7              | Жиль Сімон             | Франція         | 1,980          | ▲ 22           |
| 8              | Енді Роддік            | США             | 1,970          | ▼ 2            |
| 9              | Хуан Мартін дель Потро | Аргентина       | 1,945          | ▲ 35           |
| 10             | Джеймс Блейк           | США             | 1,775          | ▲ 3            |
| 11             | Давід Налбандян        | Аргентина       | 1,725          | ▼ 2            |
| 12             | Давид Феррер           | Іспанія         | 1,695          | ▼ 7            |
| 13             | Стен Вавринка          | Швейцарія       | 1,510          | ▲ 23           |
| 14             | Гаель Монфіс           | Франція         | 1,475          | ▲ 24           |
| 15             | Фернандо Гонсалес      | Чилі            | 1,420          | ▼ 8            |
| 16             | Фернандо Вердаско      | Іспанія         | 1,415          | ▲ 10           |
| 17             | Робін Содерлінг        | Швеція          | 1,325          | ▲ 24           |
| 18             | Ніколас Альмагро       | Іспанія         | 1,270          | ▲ 10           |
| 19             | Ігор Андрєєв           | Росія           | 37             | ▲ 14           |
| 20             | Томаш Бердих           | Чехія           | 1,215          | ▼ 6            |